# Krokasjön (Örkelljunga socken, Skåne, 624764-134843)
Krokasjön är en sjö i Örkelljunga kommun i Skåne och ingår i Stensåns huvudavrinningsområde.